# Westmoreland Davis

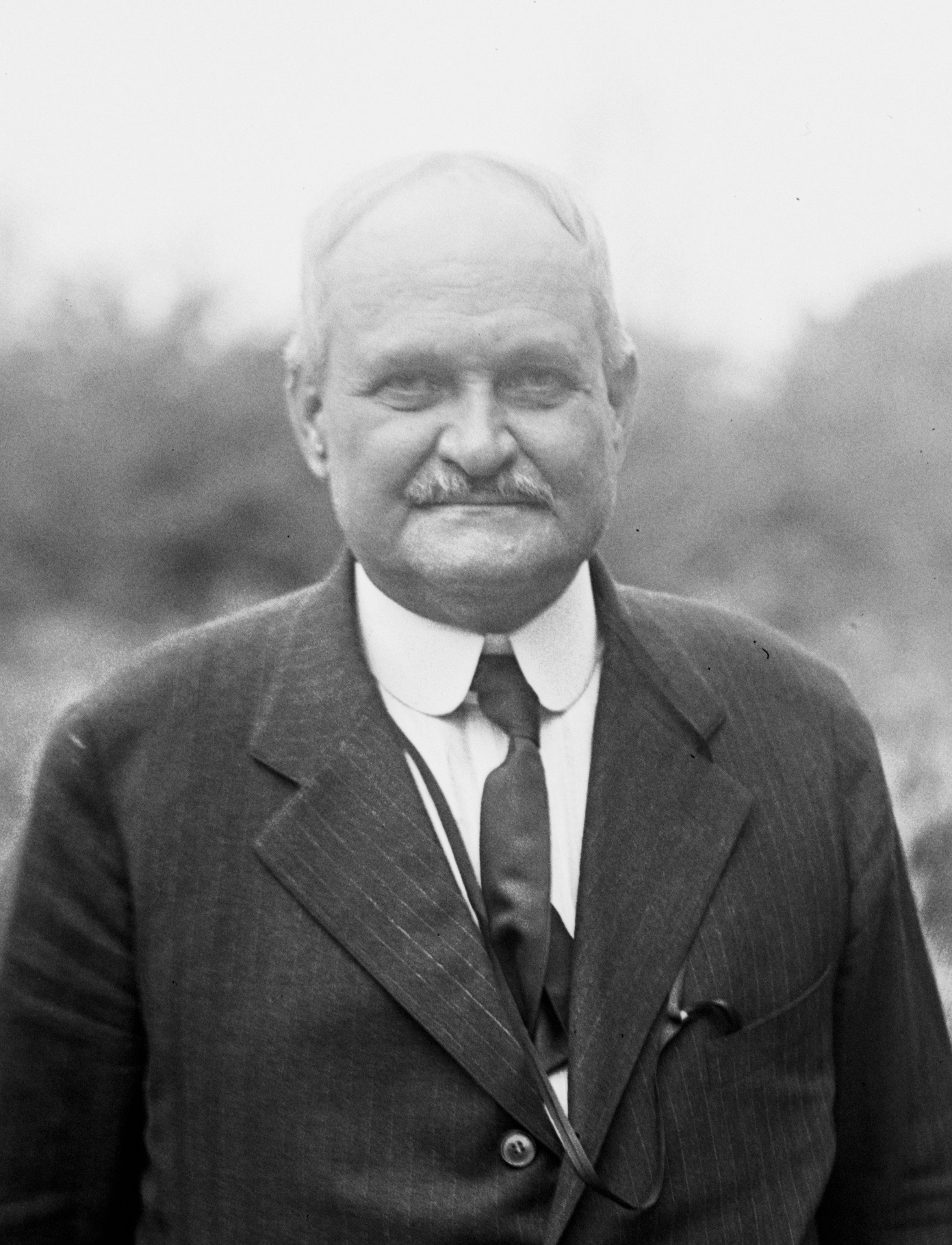
Westmoreland Davis (1921)

Westmoreland „Morley“ Davis (* 21. August 1859 an Bord eines Schiffes auf dem Weg von Liverpool nach Boston; † 2. September 1942 in Baltimore, Maryland) war ein US-amerikanischer Politiker und von 1918 bis 1922 Gouverneur des Bundesstaates Virginia.

## Frühe Jahre
Westmoreland Davis besuchte bis 1877 das Virginia Military Institute und studierte anschließend an der Columbia University Jura. Nach seiner 1886 erfolgten Zulassung als Rechtsanwalt praktizierte er als erfolgreicher Rechtsanwalt in New York. Dabei war er auch als juristischer Berater für einige Versicherungsgesellschaften tätig. In den 15 Jahren seiner Tätigkeit in New York wurde Davis ein wohlhabender Mann.

## Politischer Aufstieg
Im Jahr 1901 beendete er seine juristische Laufbahn in New York und zog nach Virginia. Dort erwarb er eine Farm, auf der er auch experimentelle Formen der Landwirtschaft erprobte. Seine Erfahrungen trugen wesentlich zur Verbesserung der landwirtschaftlichen Arbeitsmethoden in Virginia bei. Zwischen 1908 und 1915 war er Präsident des Virginia State Farmer’s Institute. Im Jahr 1912 erwarb er die Zeitung „Southern Planter“, eine der erfolgreichsten landwirtschaftlichen Zeitungen in den Südstaaten. Davis nutzte dieses Blatt, um seine Forschungsergebnisse vorzustellen und mehr finanzielle Hilfe für die Farmer zu fordern. Politisch wurde er Mitglied der Demokratischen Partei. Im Jahr 1916 zog er in das Repräsentantenhaus von Virginia ein. Ein Jahr später wurde er als Kandidat seiner Partei zum Gouverneur seines Staates gewählt.

## Gouverneur von Virginia
Westmoreland Davis trat sein neues Amt am 1. Februar 1918 an. Zu diesem Zeitpunkt war der Erste Weltkrieg noch in vollem Gange. Nach dem Ende des Krieges im November 1918 musste auch in Virginia die Produktion auf den zivilen Bedarf zurückgefahren werden. Die heimkehrenden Soldaten mussten wieder in die Gesellschaft eingegliedert werden, und die Invaliden und die Hinterbliebenen der Toten mussten versorgt werden. Neben diesen kriegsbedingten Vorgängen führte der Gouverneur ein neues Haushaltssystem ein, das dann von acht anderen Bundesstaaten übernommen wurde. Das Gefängniswesen wurden reformiert und ein Prohibitionsgesetz erlassen. Außerdem wurde eine Kommission ins Leben gerufen, die sich mit der Erarbeitung eines Gesetzes zur Entschädigung von Opfern von Arbeitsunfällen befasste. Auch die Etats für die Bildung und die Landwirtschaft wurden unter Gouverneur Davis erhöht. Im Jahr 1920 war Davis Delegierter zur Democratic National Convention.

## Weiterer Lebenslauf
Nach dem Ende seiner Gouverneurszeit wurde Davis zwischen 1923 und 1924 sowie von 1941 bis 1942 nochmals Präsident des Farmers Institute. Er war außerdem Mitglied des Leitungsgremiums (Board of visitors) des Polytechnischen Instituts von Virginia. Außerdem war er noch Präsident der Virginia State Fair Association. Westmoreland Davis starb im Jahr 1942. Er war mit Marguerite Inman verheiratet, die 1955 die Westmoreland Davis Memorial Foundation gründete. Im Jahr 1967 wurde seine Versuchsfarm „Morven Parks“ für die Öffentlichkeit zugänglich gemacht. Heute beherbergt das Anwesen einige Museen.